# 油脂
油脂（ゆし、Oil）とは、脂質の一種で、天然由来の脂肪酸とグリセリンとのエステル化合物を指す。大部分はトリグリセリド(トリ-O-アシルグリセリン)である。単一の化合物の意味では通常は使われず、複数のトリグリセリド化合物の混合物である。狭義の油と同じ意味であるが、油は石油など通常油脂には含めないものも含める場合がある。

## 概要
一般に物性や原料の差で分類される。
温度：常温で液体のものを脂肪油、固体のものを脂肪と呼ぶ。脂肪油は、さらに酸化を受けて固まりやすい順に乾性油、半乾性油、不乾性油と分けられる。
原料：動物油脂と植物油脂。それぞれがさらに脂肪油と脂肪に分けられる。
物性の差は不飽和脂肪酸が多いと常温で液状、飽和脂肪酸が多いと固体となるためである。食用、工業用など様々な用途で利用されている。

## 歴史
日本では戦時色が強くなった1941年6月から食用油の配給制度が始まった。配給される油種はゴマ油と大豆油で、2-3人の世帯で3合（3ヶ月分）とされていた。

## 食用油脂

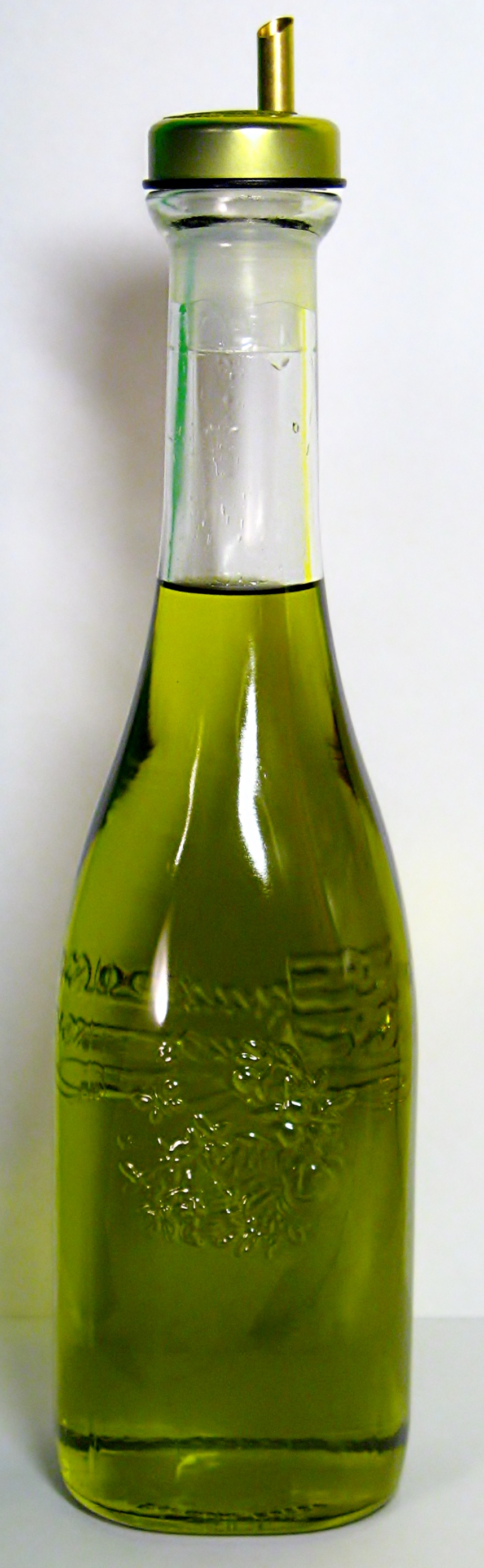
オリーブオイル

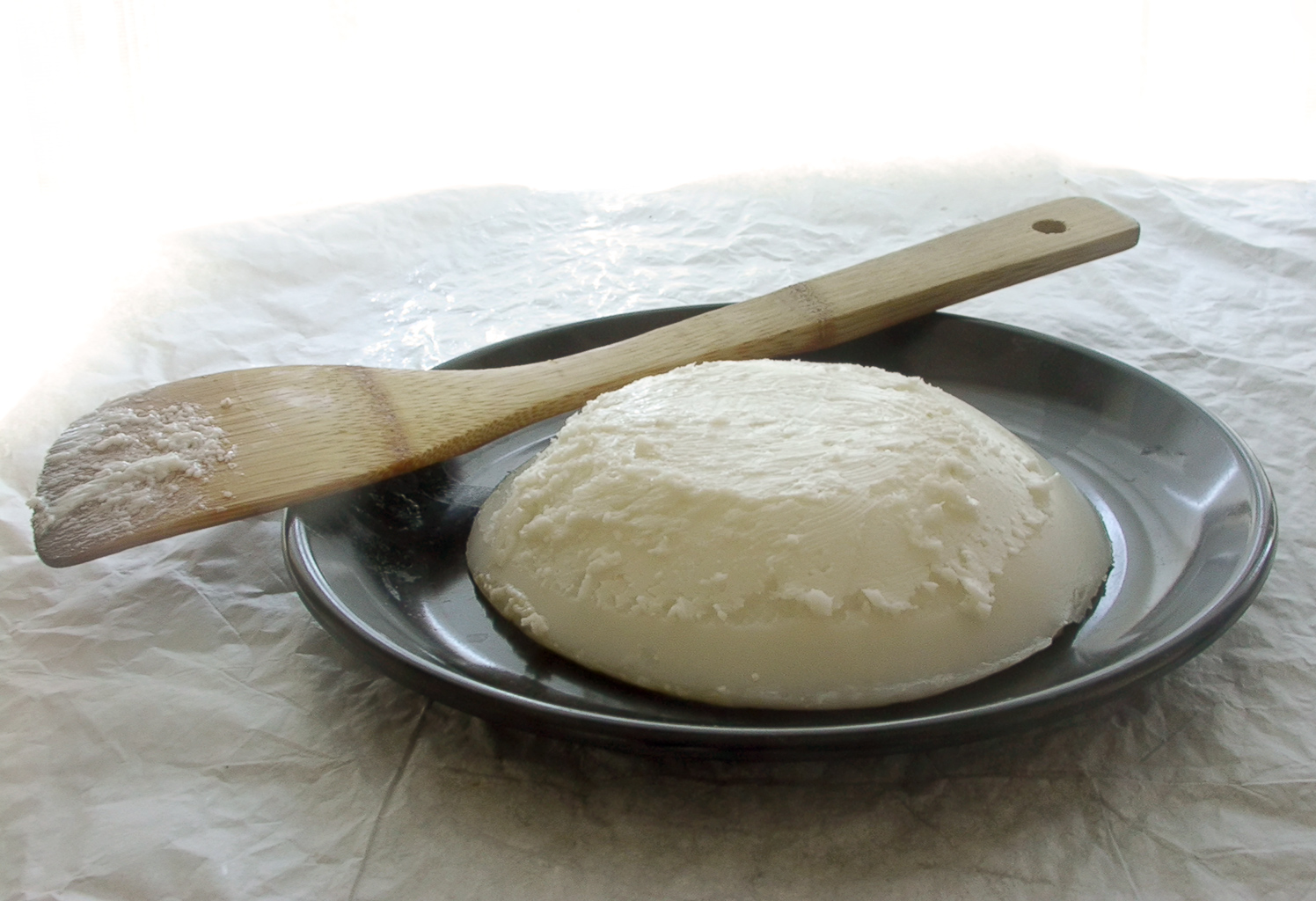
ラード

### 植物性脂肪油（常温で液体）
- サラダ油
- 白絞油
- コーン油
- 大豆油
- ごま油
- 菜種油（キャノーラ油）
- 榧油
- こめ油（米糠油）
- 椿油
- サフラワー油 （ベニバナ油）
- ヤシ油（パーム核油）
- 綿実油
- ひまわり油
- エゴマ油（荏油）
- アマニ油
- オリーブオイル
- ピーナッツオイル
- アーモンドオイル
- アボカドオイル
- ヘーゼルナッツオイル
- ウォルナッツオイル
- グレープシードオイル
- マスタードオイル
- レタス油
- アケビ油

### 動物性脂肪油（常温で液体）
- 魚油
  - 鯨油
  - 鮫油
  - 肝油
- 蛹油（カイコの蛹から搾ったもの）

### 植物性脂肪（常温で固体）
- カカオバター
- ピーナッツバター
- パーム油
- ヤシ油
- 硬化油（マーガリン、ショートニングなど）

### 動物性脂肪（常温で固体）
- ラード（豚脂）
- ヘット（牛脂）
- 鶏油
- 兎脂
- 羊脂
- 馬脂
- シュマルツ
- 乳脂（バター、ギーなど）

## 工業用油脂
- 潤滑油
  - ひまし油（植物油）
  - グリース
  - エンジンオイル
  - 切削油